# مسجد خیف

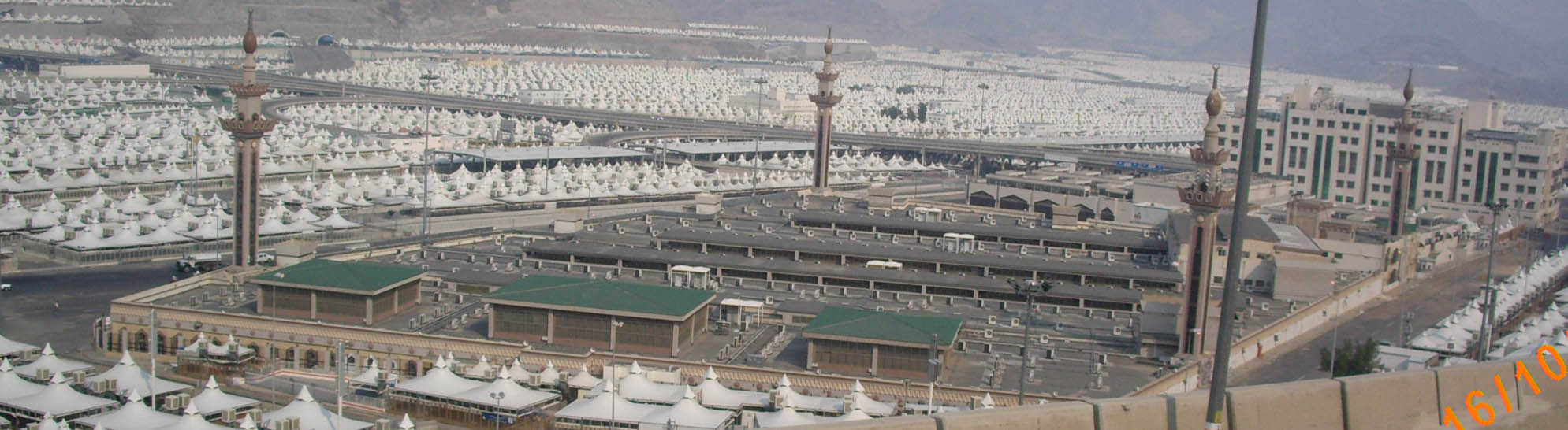
مسجد خیف

مسجد خیف (به فتح خاء و سکون یاء) از مسجدهای شهر مکه است.
مسجد خیف مسجدی است بزرگ به مساحت تقریبی بیست هزار متر مربع که در منی قرار دارد. این مسجد در طول سال بسته است و تنها در زمان وقوف حاجیان در منا باز می‌شود. مسجد خیف محل ایراد یکی از خطبه‌های حضرت محمد در حجةالوداع بوده است.
بر اساس روایت بیهقی از عبد الله بن عباس، مسلمانان معتقدند که ۷۰ نفر از پیامبران در آنجا نماز خوانده‌اند، که از جمله آنان حضرت  موسی و عیسی هستند و نماز خواندن در آنجا بسیار تاکید شده است. محل نماز پیامبر خدا در این مسجد، جلوی مناره  کنونی است. در گذشته گنبد بزرگی بر فراز آن بوده که اکنون وجود ندارد.

## معنی واژه ی خیف
واژه ی خیف در عربی یعنی جایی که از محل عبور سیل بالاتر اما از قله ی کوه پایین تر باشد. علت نام گذاری این مسجد نیز قرارگیری این مسجد در دامنه ی کوه است.